# Taiwanocarilia atra
Taiwanocarilia atra là một loài bọ cánh cứng trong họ Cerambycidae.